# ۷۰۰۰۰ (عدد)
۷۰۰۰۰ به حروف هفتاد هزار یک عدد طبیعی است که بعد از ۶۹۹۹۹ و قبل از ۷۰۰۰۱ قرار دارد.